# Ascogaster excavata
Ascogaster excavata är en stekelart som beskrevs av Telenga 1941. Ascogaster excavata ingår i släktet Ascogaster och familjen bracksteklar. Inga underarter finns listade.